# Élisabeth Guigou

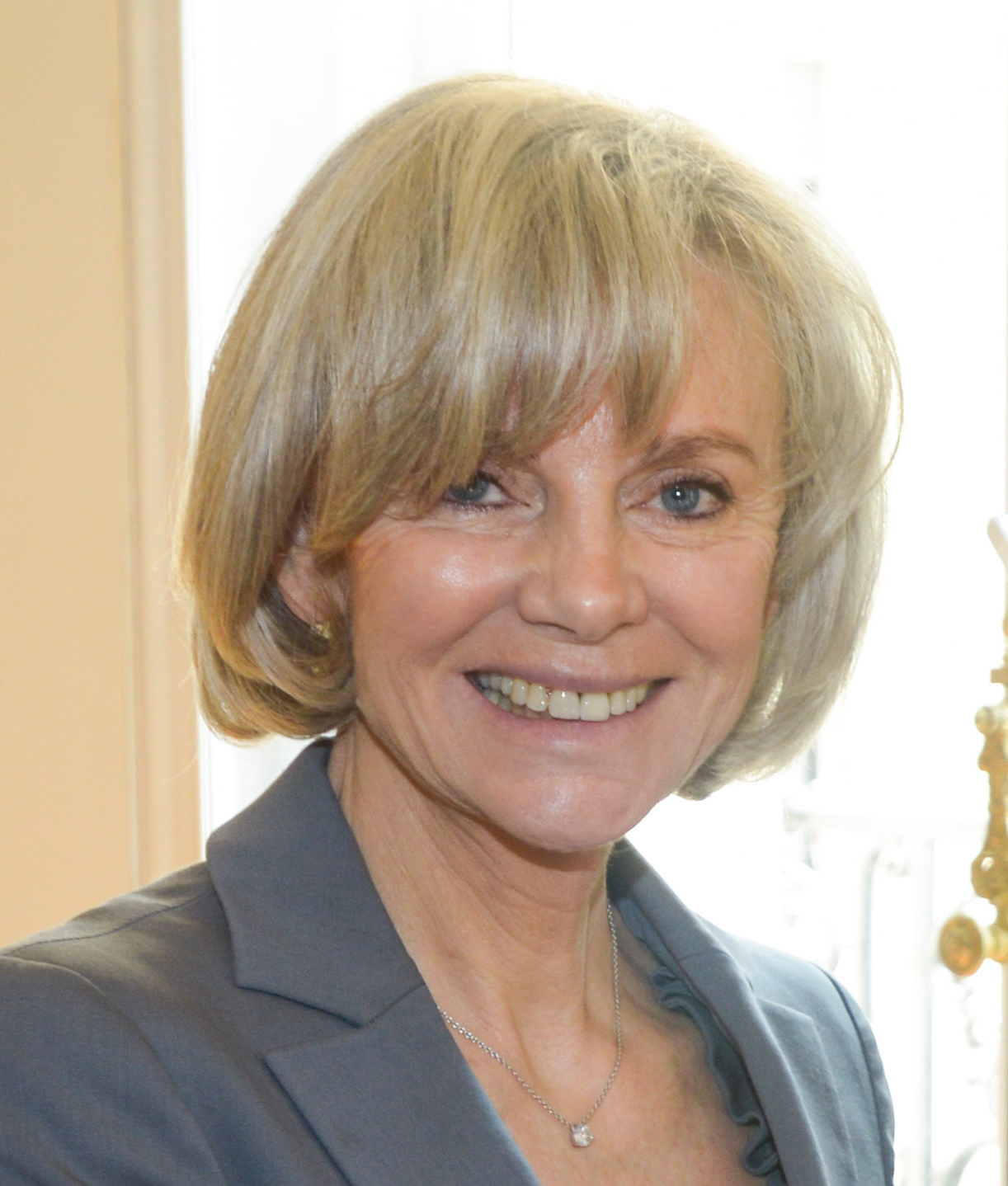
Élisabeth Guigou (2013)

Élisabeth Guigou (* 6. August 1946 in Marrakesch, Marokko; geborene Vallier) ist eine französische Politikerin und gehört der Parti socialiste (PS) an. Sie war von 1997 bis 2000 Justizministerin, anschließend bis 2002 Sozialministerin Frankreichs. Von 2002 bis 2017 war sie Mitglied der französischen Nationalversammlung.

## Leben
Guigou wuchs als Kind französischer Siedler (Pieds-noirs) aus der Provence im damaligen französischen Protektorat Marokko auf. Nach der Unabhängigkeit Marokkos 1956 kehrte die Familie nach Frankreich zurück. Sie studierte an der Universität Montpellier Anglistik (Abschluss mit Licence) und amerikanische Literatur (DES). Ihr politisches Engagement begann in den 1960er Jahren, zunächst im Rahmen von François Mitterrands kleiner Mitte-links-Partei Convention des institutions républicaines (CIR), Anfang der 1970er-Jahre in der Parti socialiste unifié (PSU) und schließlich ab 1973 in der PS. Sie ist Absolventin der Elite-Verwaltungshochschule ENA, Abschlussklasse 1974 Simone Weil, war also eine Kommilitonin von Anne-Marie Idrac, Marc Perrin de Brichambaut und Hubert Védrine.
Anschließend wurde sie Beamte im Finanzministerium. 1979 wurde sie als Finanzattachée in die französische Botschaft in Großbritannien entsandt. Nach Paris zurückgekehrt, wurde sie 1981 Referatsleiterin für Europa, Amerika und Asien in der Generaldirektion des Schatzamtes und Generalsekretärin des Pariser Clubs. Der damalige Wirtschafts- und Finanzministers Jacques Delors berief Guigou 1982 in seinen Beraterkreis, bevor sie auf Einwirken von Hubert Védrine zu Mitterrand in den Élysée-Palast wechselte. Während der Cohabitation wurde sie 1986 zur Generalsekretärin des ministeriumsübergreifenden Komitees für Europäische Wirtschaftsfragen ernannt. Von 1988 bis 1990 war sie Sonderbeauftragte des Staatspräsidenten für europäische und internationale Wirtschaftspolitik sowie für die Staaten Mittel- und Osteuropas.
Von 1990 bis 1993 hatte sie den Posten einer beigeordneten Ministerin für Europäische Angelegenheiten im Außenministerium (unter Roland Dumas) inne. In dieser Funktion war sie an der Ausarbeitung und Verhandlung des EU-Vertrags von Maastricht beteiligt, der 1993 in Kraft trat. Bei der Europawahl 1994 zog sie ins Europäische Parlament ein. Dort war sie bis 1997 stellvertretende Vorsitzende sozialdemokratischen Fraktion, stellvertretende Vorsitzende des Institutionellen Ausschusses sowie Delegierte für die Beziehungen zu den Maghreb-Ländern und der Union des Arabischen Maghreb. Im Juni 1996 berief Lionel Jospin sie als Verantwortliche für soziale Fragen in das nationale Sekretariat (Vorstand) der Sozialistischen Partei.
Bei der Parlamentswahl 1997 zur Abgeordneten für das Département Vaucluse gewählt, wurde sie im Juni desselben Jahres vom Premierminister Lionel Jospin mit dem Posten der Justizministerin und Siegelbewahrerin von Frankreich betraut. Nach einer Umbildung des Kabinetts Jospin im Oktober 2000 wechselte sie ins Amt der Ministerin für Arbeit und Soziales, das sie bis zum Regierungswechsel im Mai 2002 innehatte. Bei einem Versuch 2001, Bürgermeisterin von Avignon zu werden, scheiterte sie im zweiten Wahlgang gegen die Amtsinhaberin Marie-Josée Roig. Daraufhin wechselte Guigou zur Parlamentswahl 2002 den Wahlbezirk und kandidierte erfolgreich im traditionell linken 9. Wahlkreis des Départements Seine-Saint-Denis.
Daneben engagierte sich Guigou an der Seite von Martine Aubry für die Stiftung agir contre l’Exclusion (FACE). Zudem gründete sie mit Jean-Noël Jeanneney den Arbeitgeber-Kreis Europartenaires sowie die feministische Lobbygruppe Femmes d’Europe und ist im Verwaltungsrat von Jacques Delors’ Stiftung Notre Europe vertreten.
Zum Referendum über die Europäische Verfassung im Jahr 2005 warb sie energisch für Zustimmung. Ihr Wahlkreis stimmte jedoch mehrheitlich gegen den Entwurf und damit die generelle Linie der Sozialisten. Bei der Wahl 2012 tauschte sie mit Claude Bartolone und vertrat anschließend den 6. Wahlkreis von Seine-Saint-Denis. In der Legislaturperiode von 2012 bis 2017 war Guigou Vorsitzende des Auswärtigen Ausschusses der Nationalversammlung. Im Juni 2017 wurde sie nach einer fünfzehnjährigen Amtszeit als Abgeordnete abgewählt. Sie kam mit 17,8 Prozent nur noch auf den dritten Platz. Ihr bisheriger Wahlkreis ging an Bastien Lachaud von der linkspopulistischen Partei La France insoumise.
Élisabeth Guigou ist mit dem Volkswirtschaftler Jean-Louis Guigou, einem ehemaligen Berater von Michel Rocard, verheiratet; ihr gemeinsamer Sohn Edouard wurde 1980 geboren.

## Studium
- Licence in moderner französischer Sprache und Literatur
- Weiterführender Studienabschluss in amerikanischer Literatur
- Diplom des Instituts für Politikwissenschaft von Aix-en-Provence (I.E.P Aix)
- Grundstudium der Wirtschaftswissenschaften
- Absolventin der ENA

## Karriere
- 1974–1979: Leitender Posten innerhalb des Finanzministeriums
- 1979–1981: Finanzattaché der Französischen Botschaft in Großbritannien
- 1981–1982: Bürovorsteherin für die Ländergruppen Europa, Amerika und Asien, innerhalb der Leitung des Schatzamtes
- 1982: Fachberaterin unter Jacques Delors als Minister für Wirtschaft und Finanzen
- 1982–1988: Fachberaterin im Generalsekretariat des Élysée-Palastes, beauftragt mit internationaler Wirtschaft, Außenhandel, Europäischen Angelegenheiten und der Vorbereitung von Gipfeltreffen
- 1985–1990: Generalsekretärin des interministeriellen Komitees für wirtschaftliche Fragen um die Europäische Zusammenarbeit
- 1988–1990: Beauftragte an der Seite des Präsidenten
- 1994–1997: Vorsitzende der Vereinigung Europartenaires

## Ministerialfunktionen
- 1990–1993: Delegierte Ministerin, beauftragt mit Europäischen Fragen, dem Staatsminister im Ministerium für Auswärtige Angelegenheiten unterstellt
- 1997–2000: Justizministerin der Regierung von Lionel Jospin
- 2000–2002: Ministerin für Arbeit und Solidarität der Regierung von Lionel Jospin

## Wahlmandate
- 1992–1998: Mitglied des Regionalrates der Provence-Alpes-Côte d’Azur
- 1994–1997: Europaabgeordnete
- 1997: Abgeordnete für das Département Vaucluse – Rücktritt zur Übernahme von Regierungsfunktionen
- 2002–2017: Abgeordnete für das Département Seine-Saint-Denis

Funktionen innerhalb der Nationalversammlung
- während der XII. Legislaturperiode (2002 bis 2007):
  - Mitglied der Kommission für Kulturelle Fragen
  - Stellvertretende Vorsitzende der Delegation der Nationalversammlung bei der Europäischen Union
  - Mitglied des Beratungsgremiums zu Fragen religiöser Symbole an den Schulen
  - Stellvertretende Vorsitzende der parlamentarischen Gruppe zur Pflege freundschaftlicher Beziehungen zwischen Frankreich und den Vereinigten Staaten
  - Stellvertretende Vorsitzende der parlamentarischen Gruppe zur Pflege freundschaftlicher Beziehungen zwischen Frankreich und Marokko
  - Mitglied der parlamentarischen Gruppe zur Pflege freundschaftlicher Beziehungen und Studiengruppe mit internationaler Ausrichtung zwischen Frankreich und China
  - Mitglied der parlamentarischen Gruppe zur Pflege freundschaftlicher Beziehungen und Studiengruppe mit internationaler Ausrichtung zwischen Frankreich und Kuba
  - Mitglied der parlamentarischen Gruppe zur Pflege freundschaftlicher Beziehungen und Studiengruppe mit internationaler Ausrichtung zwischen Frankreich und Ägypten
- während der XIV. Legislaturperiode (2012 bis 2017):
  - Abgeordnete Seine-Saint-Denis (6. Wahlkreis)
  - Präsidentin der 'Commission des affaires étrangères de l'Assemblée nationale'